# Louis Pauwels
Louis Pauwels (2 d'agost de 1920 – 28 de gener de 1997) fou un periodista i escriptor francès.
Nascut a París, va escriure en molts magazins literaris francesos, com Esprit i Variété fins al 1950s. El 1946 va col·laborar en la fundació de Travail et Culture, un projecte per difondre la cultura a les masses. El 1948 es va unir a l'equip de treball de G. I. Gurdjieff durant 15 mesos, fins que fou nomenat editor en cap de Combat. Poc després, el 1949 i seria nomenat editor del diari Paris-Presse. Va dirigir la Bibliothèque Mondiale, precursor de "Livre de Poche" i la revista Marie Claire.